# Stetsonkaktus
Stetsonkaktus (Stetsonia coryne) är en suckulent växt inom det monotypiska släktet Stetsonia och växtfamiljen kaktusar. Stetsonkaktusen beskrevs först som Cereus coryne av Carl Friedrich Förster 1846, men Nathaniel Lord Britton och Joseph Nelson Rose beskrev 1920 släktet Stetsonia, dit denna art flyttades.

## Utbredning
Stetsonkaktusen växer i Sydamerika, från Bolivia till västra Brasilien och norra Argentina. Den växer främst i öknen och på torra buskstäpper.